# Тогоев, Даниил Николаевич
Дании́л Никола́евич Того́ев (14 августа 1891, село Христиановское Терской области — 30 ноября 1939, ГУЛАГ) — советский деятель, Председатель Исполнительного комитета Советов Северо-Осетинской АССР. Входил в состав особой тройки НКВД СССР.

## Биография
Даниил Николаевич Тогоев родился 14 августа 1891 года в селе Христиановском Терской области. В Москве поступил учиться в Петровскую сельскохозяйственную академию, откуда в 1916 году был мобилизован в армию для участия в Первой мировой войне. Вступил в РСДРП(б) в 1917 году и занимался революционной пропагандой среди солдат Осетинской пешей бригады на Юго-Западном фронте, был членом полкового комитета. По демобилизации в 1918 году постоянно был связан с работой в советских, судебных и партийных структурах.
- 1918—1920 годы — заместитель военного комиссара Терской Республики, председатель Владикавказского окружного ревкома, член ЧК при СНК Терской Республики.
- 1921—1922 годы — заместитель заведующего Дигорским окружным земельным отделом, продовольственный комиссар Дигорского округа, председатель Исполкома Динорского окружного совета, председатель Революционного Трибунала Горской АССР.
- 1922—1929 годы — член Верховного суда Дальнего Востока, председатель Приморского губернского суда, председатель Дальневосточного краевого суда[1].
- 1929—1934 годы — заместитель прокурора, председатель Верховного суда Таджикской ССР.
- 1934—1937 годы — председатель Исполкома Областного совета Северо-Осетинской автономной области. Этот период отмечен вхождением в состав особой тройки, созданной по приказу НКВД СССР от 30.07.1937 № 00447[2] и активным участием в сталинских репрессиях[3].

## Завершающий этап
1 октября 1937 года Даниил Тогоев по обвинению в «прямой связи и защите врагов народа — троцкистских и буржуазно-националистических элементов» был снят с поста председателя исполкома и исключён из рядов ВКП(б). В тот же день арестован. 23 июля 1939 года Военным трибуналом Северо-Кавказского военного округа приговорён к ВМН. Расстрелян 30.11.1939 года. Посмертно реабилитирован.

## Память
18 октября 1962 года одна из улиц города Орджоникидзе была названа именем Д. Н. Тогоева.

## Награды
- Орден Красного Знамени